# Nuntereggae più
Nuntereggae più è un brano musicale del 1978 di Rino Gaetano, che ha dato il titolo al suo quarto album, pubblicato nello stesso anno.
Questo brano fa parte dell'eredità artistica del cantautore, fa parte soprattutto di quelle canzoni che, dietro testi apparentemente leggeri e disimpegnati (come Aida), denunciavano le storture della società.
Nel gennaio del 1978 dopo dubbi ed esitazioni partecipò al Festival di Sanremo con la canzone Gianna e raggiunse un gran successo, classificandosi al terzo posto. Tuttavia il cantautore avrebbe preferito partecipare con Nunteraggae più, ma fu fortemente sconsigliato.

## Storia e significato
(Rino Gaetano, poco prima di un concerto sulla spiaggia di Capocotta nel 1979)
È il 1978, l'anno lungo un secolo: tragico, complesso, ancora sospeso. Un anno terribile: tre papi, due presidenti della Repubblica, il rapimento e l'omicidio di Aldo Moro, preceduto dalla strage della scorta. I risultati delle elezioni politiche del 1976 registrarono un'affermazione forte del Partito Comunista Italiano, che ottenne la maggioranza alla Camera, ma la Democrazia Cristiana continuava a essere il partito di maggioranza relativa. Di fatto, vincono in due: DC e Pci. E pronunciando quel DC e PCI viene immediatamente alla mente «dcpsi / nuntereggae più / dcpci / pcipsi plipri / dcpci pcidc…» di Rino Gaetano.
Il brano musicale rappresenta perfettamente quel 1978 e, al tempo stesso, si conferma l'attualità del pensiero di Rino Gaetano rivolto alla crisi di allora.
Il testo è un inventario di valori morali e di personaggi superati: politici, industriali, VIP:
- Vincenzo Cazzaniga, Gianni Agnelli, Umberto Agnelli, Susanna Agnelli, Attilio Monti, Leopoldo Pirelli, Franco Causio, Marco Tardelli, Giuliano Musiello, Giancarlo Antognoni, Renato Zaccarelli, Gianni Brera, Enzo Bearzot, Carlos Monzón, Adriano Panatta, Gianni Rivera, Pompeo D'Ambrosio, Niki Lauda, Gustav Thöni, Maurizio Costanzo, Mike Bongiorno, Paolo Villaggio, Raffaella Carrà, Francesco Guccini, Sigmund Freud, Cartier, Pierre Cardin, Gucci

Gaetano passa in rassegna le frasi fatte della politica di allora: 
Così da una citazione del parlato di Amintore Fanfani (con il suo intercalare preferito «mi sia consentito dire») e di Enrico Berlinguer (con una sua affermazione «il nostro è un partito serio»)  e via via scendendo al colloquiale sinistrese della misura in cui e del confronto, da sempre alternativo.
Nel 1978, in una intervista radiofonica della RAI, per il programma 'Quadernetto Romano', Enzo Siciliano definisce il testo della canzone una specie di catalogo e chiede al cantautore se c'è un filo logico. Gaetano afferma di si e tuttavia spiega che il metodo per comporre il testo era quello di «prendere tanti giornali, dividere gli articoli per argomento e poi pescare a caso e si scrive la canzone»  per cui il testo in sostanza sono i titoli dei giornali.
Il metodo compositivo descritto da Gaetano è quello di un libero sfogo creativo ed è basato sulla casualità. Questo ultimo atteggiamento ricorda il dadaismo. Nella sostanza i concetti di morale, famiglia, politica, religione, libertà ecc. sono solo delle vuote convenzioni, private ormai del loro significato originario.
A questo punto l'intervistatore accenna al rischio qualunquismo ma l'artista risponde che «questa è un divertissement è una canzone evasiva e aggiunge:io sono uno che sta nel bar e sente le voci che girano attorno, io non faccio commenti politici, quando canto voglio cercare in tutti i modi di fare l'evasivo e di scrivere delle canzoni d'amore. Questa è una canzone d'amore per la nostra società.»  Siciliano fa notare che le sue non sono canzoni evasive e parlano di problemi sociali. Gaetano conferma, ma risponde che lo fa in un modo tale da non affliggere gli ascoltatori e che possano godere del piacere della musica.

## Cover
(Alessio Bertallot)
Del brano sono state realizzate diverse cover, una delle quali è quella incisa nell'album tributo del 1993 E cantava le canzoni... La nuova musica italiana ricorda Rino Gaetano, tra i gruppi più interessanti della giovane scena musicale italiana. Nuntereggae più era stata interpretata dagli Strike i quali, cambiando il testo originale, avevano inserito frasi contro singoli, compreso un giornalista.
Nel 2007 'O Zulù aveva realizzato la sua cover inserendo delle frasi relative a varie guerre nel mondo citando bosniabbum, afghanibbum, iraqbbum, kurdistanbum, palestinbum.
Nel 2011 fu pubblicato un altro album tributo dal titolo Dalla parte di Rino, questa volta sono Roy Paci & Aretuska a fare la loro cover, cambiano il testo e inseriscono un lungo elenco di nuovi nomi di personaggi famosi:
- Domenico Scilipoti, Niccolò Ghedini, Mauro Masi, Augusto Minzolini, Umberto Bossi, Gianfranco Fini, Francesco Totti, Giorgio Chiellini, Antonio Cassano, Gianluca Zambrotta, Giampaolo Pazzini, Mariastella Gelmini, Flavio Briatore, Bruno Vespa, Maurizio Belpietro, Emilio Fede, Michele Santoro, Calisto Tanzi, Sergio Marchionne, Lele Mora, Simona Ventura, Morgan, Vittorio Sgarbi, Fabrizio Corona

Nel 2017 J-Ax propone una sua versione personalizzata modificando alcune strofe e rime della versione originale, con riferimenti all'attualità e al mondo dello spettacolo.